# El Espinillo (Formosa)
El Espinillo ist die Hauptstadt des Departamento Pilagás in der Provinz Formosa im Norden Argentiniens. Sie liegt an der Ruta Nacional 86 bei Kilometer 1.382. Die Entfernung zur Provinzhauptstadt Formosa beträgt 196 Kilometer. In der Klassifikation der Gemeinden der Provinz gehört sie zu den Gemeinden (Municipio) der 2. Kategorie.

## Schutzgebiete
Das ökologische Reservat Pay Curuzú ist ein etwa 50 Hektar großes Schutzgebiet der Provinz Formosa. Durch das Gebiet fließt der Riacho Porteño. Das Schutzgebiet ist geöffnet für Camping und Wanderungen auf ausgeschilderten Wegen.